# Николас Лапенти
Николас Лапенти (на испански: Nicolás Lapentti) е еквадорски тенисист.

## Биография
Николас Лапенти е роден на 13 август 1976 г. в Гуаякил, Еквадор. Започва да играе тенис на шестгодишна възраст.
Неговите братя Джовани и Леонардо, чичо му Андрес и братовчедите му Роберто и Емилио също са играли в професионалната верига. Баща му е бил звезда на баскетбола в колежа (сега университет) на Сейнт Томас в Минесота от 1963 до 1967 г. и е играл в олимпийския отбор на Еквадор.

## Кариера
Николас Лапенти за първи път привлича вниманието на света на тениса, като изключителен юноша, който спечели Ориндж Бол във Флорида през 1994 г. Печели и титлите на двойки за юноши на Откритото първенство на Франция с партньор Густаво Куертен и Откритото първенство на САЩ.
Той е член на отбора на Еквадор за Купа Дейвис от 1993 г. Представлява страната си в Купа Дейвис от 17-годишна възраст и печели решаващия мач срещу Великобритания през юли 2000 г., и класира Еквадор в Световната група. Той притежава рекорда за Купа Дейвис за най-много спечелени мачове в пет сета, с общо 13 победи.
През 2017 г. е обявено, че Николас ще се състезава в жребия на двойки на Еквадор Оупън заедно с брат Джовани, това е последния турнир в кариерата му.

## Кариерна статистика

### ATP финали (5 титли; 12 финала)
|        | П–З | Година | Турнир                   | Клас           | Настилка  | Опонент           | Резултат                |
| ------ | --- | ------ | ------------------------ | -------------- | --------- | ----------------- | ----------------------- |
| Победа | 1–0 | 1995   | Банколумбия Оупън        | Световни серии | Клей      | Мигел Тобон       | 2–6, 6–1, 6–4           |
| Загуба | 1–1 | 1996   | Банколумбия Оупън        | Световни серии | Клей      | Томас Мустер      | 7–6(8–6), 2–6, 3–6      |
| Загуба | 1–2 | 1997   | Банколумбия Оупън        | Световни серии | Клей      | Франсиско Клавет  | 3–6, 3–6                |
| Загуба | 1–3 | 1999   | Суис Оупън               | Световни серии | Клей      | Алберт Коста      | 6–7(4–7), 3–6, 4–6      |
| Победа | 2–3 | 1999   | Индианаполис Чемпиъншипс | Шампионски     | Твърда    | Винс Спадея       | 4–6, 6–4, 6–4           |
| Победа | 3–3 | 1999   | Сюд дьо Франс Оупън      | Международни   | Килим (з) | Лейтън Хюит       | 6–3, 6–2                |
| Загуба | 3–4 | 2000   | Япония Оупън             | Шампионски     | Твърда    | Шенг Схалкен      | 4–6, 6–3, 1–6           |
| Победа | 4–4 | 2001   | Австрия Оупън Кицбюел    | Межд. Голд     | Клей      | Алберт Коста      | 1–6, 6–4, 7–5, 7–5      |
| Загуба | 4–5 | 2002   | Чили Оупън               | Международни   | Клей      | Фернандо Гонсалес | 3–6, 7–6(7–5), 6–7(4–7) |
| Победа | 5–5 | 2002   | Хипо Груп Интернешънъл   | Международни   | Клей      | Фернандо Висенте  | 7–5, 6–4                |
| Загуба | 5–6 | 2003   | Швеция Оупън             | Международни   | Клей      | Мариано Сабалета  | 3–6, 4–6                |
| Загуба | 5–7 | 2006   | Сицилия Оупън            | Международни   | Клей      | Филипо Воландри   | 7–5, 1–6, 3–6           |